# 施韦因富特05足球俱乐部
施韦因富特05足球俱乐部（1.FC Schweinfurt 05）是一家德国足球俱乐部，位于巴伐利亚州的施韦因富特。